# 曹操出行

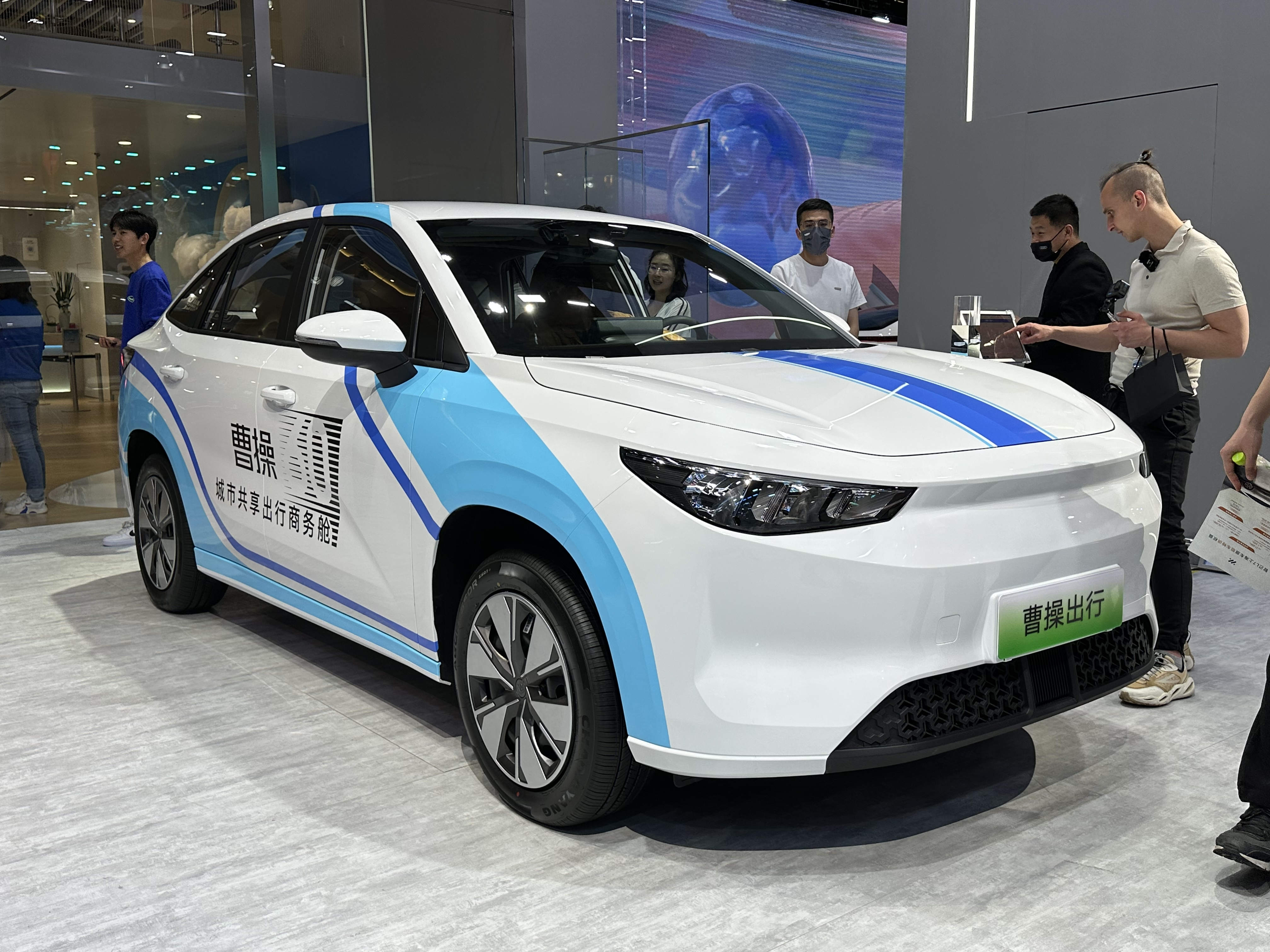
Caocao 60

曹操出行（原名曹操专车，港交所：2643）是中华人民共和国的一个网约车平台，隶属于吉利控股集团，于2015年11月上线。该平台提供新能源专车出行、新能源汽车分时租赁等服务，是中国大陆首个以新能源汽车车型为主的网约车平台。截至2024年12月，曹操出行在136個城市運營:159，在中国网约车市场占有率排行榜中排名第二。

## 名称来源
“曹操出行”这一品牌名称由“曹操+服务内容”所组成。根据官方说法，俗语有“说曹操，曹操到”，“快”是公司追求的目标；其次，“曹操”是三国时期同名历史人物的人名，小名吉利，与母公司吉利集团商号巧合；另外，由于中国大陆专车市场发展较快，形成鼎足之势，命名“曹操”可以“如东汉末三国之势，突出重围，如曹操般胸怀大志、腹有良谋，希望能在专车市场突出重围”。
而“曹操”商标于2009年经国家工商总局商标局核准注册，2016年12月该商标转让予吉利集团。

## 历史
曹操专车成立于2015年6月，同年11月25日在宁波启动公测。当时吉利还没有量产新能源汽车，因此曹操专车此次公测的车辆均为普通燃油车。公测启动当日，曹操专车推出了多个回馈活动，包括送现金、免费领取专车券、充值得补贴等。上线公测后，曹操专车取得了较好的市场反响，每天每个司机可接10-15单，同时拥有较高的用户满意度。2016年1月1日，曹操专车开始在杭州市滨江区上线公测，100辆吉利帝豪EV纯电动汽车正式在滨江区上路行驶。当日共有22名应聘司机参加培训，成为曹操专车的签约司机。
2016年11月18日，为配合交通运输部等部门出台的网约车新规，曹操专车向浙江省交通运输厅提出从事网约车经营的申请。2017年2月22日，经浙江省交通运输厅等相关部门审核，曹操专车获得由浙江省交通运输厅下发的《申请从事网约车经营具备线上服务能力的认定结果》，核准在全国范围内开展网约车业务，成为第一家获得经营资质的，以新能源汽车车型为主的网约车平台。
2018年1月17日，曹操专车宣布获得A轮投资，融资总额共计10亿元人民币。此轮融资后，曹操专车的估值超过100亿元人民币，成为独角兽企业。
2019年2月14日，曹操专车更名为“曹操出行”，同时推出本地生活产品“曹操走呗”（先期在杭州地区上线）。
2019年11月，曹操出行在法国巴黎正式开始运营，使用伦敦出租车车型。
2021年，曹操出行获得人民幣18億元的B輪融資，同时将总部迁至江苏省苏州市高鐵新城:143。
2024年4月29日，曹操出行向港交所递交上市申请。2025年6月25日，曹操出行在港交所主板挂牌上市，股票代码2643。

## 运营

### 运营模式
曹操出行以“公车公营+认证司机”的B2C形式运营，同时对雇佣司机实行统一培训后上岗，并注重乘客满意度管理，以解决网约车平台经常出现的服务水平参差不齐、乘客安全无保障等问题。整个运营模式采取的是垂直生态战略，为公商旅人士在出行前、出行过程并延伸至出行目的地的各种需求，提供多元化、高品质、个性化和精细化的服务。

### 司机
曹操出行引入英国伦敦出租车的司机管培体系，对司机采取统一招募、培训与管理。应聘司机需为本地户籍居民或持有《居住证》的居民（视各城市情况），且应拥有充足的驾驶经验（一般情况下为三年以上），无暴力犯罪记录、无交通肇事犯罪记录、无危险驾驶犯罪和吸毒记录、无饮酒后驾驶记录、最近连续驾驶证记分周期3年内无记满分记录方可报名。所有应聘司机需要经过多方面的审查，且需经过“驾驶员岗位素质测评模型”考核和接受“曹操学院”专门的司机服务培训方可上岗，培训内容包括仪容仪表、服务标准、商务礼仪、医疗常识等。每位曹操专车司机均穿着白色制服为乘客服务。
2018年，曹操出行成立“曹操家园”司机俱乐部，在全国已上线的城市同时设立分部。另外，曹操专车还会举行“曹操好司机挑赞赛”，各上线城市会选出100名“城市曹操好司机”，还会在全国范围内选出20名“全国曹操好司机”。

### 服务与特色
曹操出行的服务除提供普通专车服务外，还提供其他服务，如“绿色公务”、“曹操碳银行”、“曹操帮忙”、“低碳U品”、“曹操自游行”、“曹操出租车”等。
- 绿色公务：系专为政企大客户服务的出行平台，设有企业用车客户端，可实现定制化出行，如点对点接送、接送机等。同时该平台可显示详细用车行程，既有助于费用管控，也可防止公车私用，保障公务出行的廉洁透明。2016年11月24日，曹操专车被浙江省财政厅认定为公务出行车辆租赁定点服务机构[27]。
- 曹操碳银行：可记录乘客在搭乘曹操专车之后所降低的二氧化碳排放量（相当于积分）[28]。
- 曹操帮忙：为解决用户紧急、个性化同城直送需求的服务。用户可通过曹操专车客户端下单，将个人物品通过曹操专车平台取送[29]。
- 低碳U品（相当于积分商城）：乘客可通过“低碳U品”购买商品，亦可兑换行程[30]。
- 曹操自游行：为以曹操专车用户及广大旅游爱好者为服务对象的旅游服务平台，提供 “即时遊”、“经典遊”和“主题遊”服务。2018年8月在青岛率先上线[31]。
- 曹操出租车：乘客可通过曹操专车客户端呼叫出租车。与专车司机一样，所有接入曹操出租车平台的司机，均需要接受统一培训。2018年5月在宁波率先上线[32]。
- 曹操走呗：为一个用于叫车前往出行生活场景上的功能，可一键发现同城吃喝玩乐目的地，先期在杭州上线[14]。

此外，曹操出行还提供接送机等预约服务，同时提供保镖专车、翻译专车、特护专车、导游专车等增值服务。收费方面，曹操专车可根据当前的用车需求和车辆配比，为用户提供动态折扣优惠，且在高峰、雨天等情况下不会加价。与其他网约车平台叫车之前的车费为预估车费（最终车费会与预估车费有差距）相比，曹操专车在叫车前所显示的车费均为实际车费。
另外，曹操出行客户端注重“人车互联”，可同时与司机手机、车辆通讯，还可以获取到车辆的电流、电压、电量、巡航里程、故障情况等数据。当车辆的电量低于10%，续航里程少于30km时，车辆将无法发单。在司机与乘客通讯方面，曹操出行使用工作专用的虚拟号码，无论是司机与乘客均无法回拨。此举可以防止个人信息泄露，以及对于人身、财产的威胁。这一技术获得了中国电信天翼云的技术支持。

### 用车

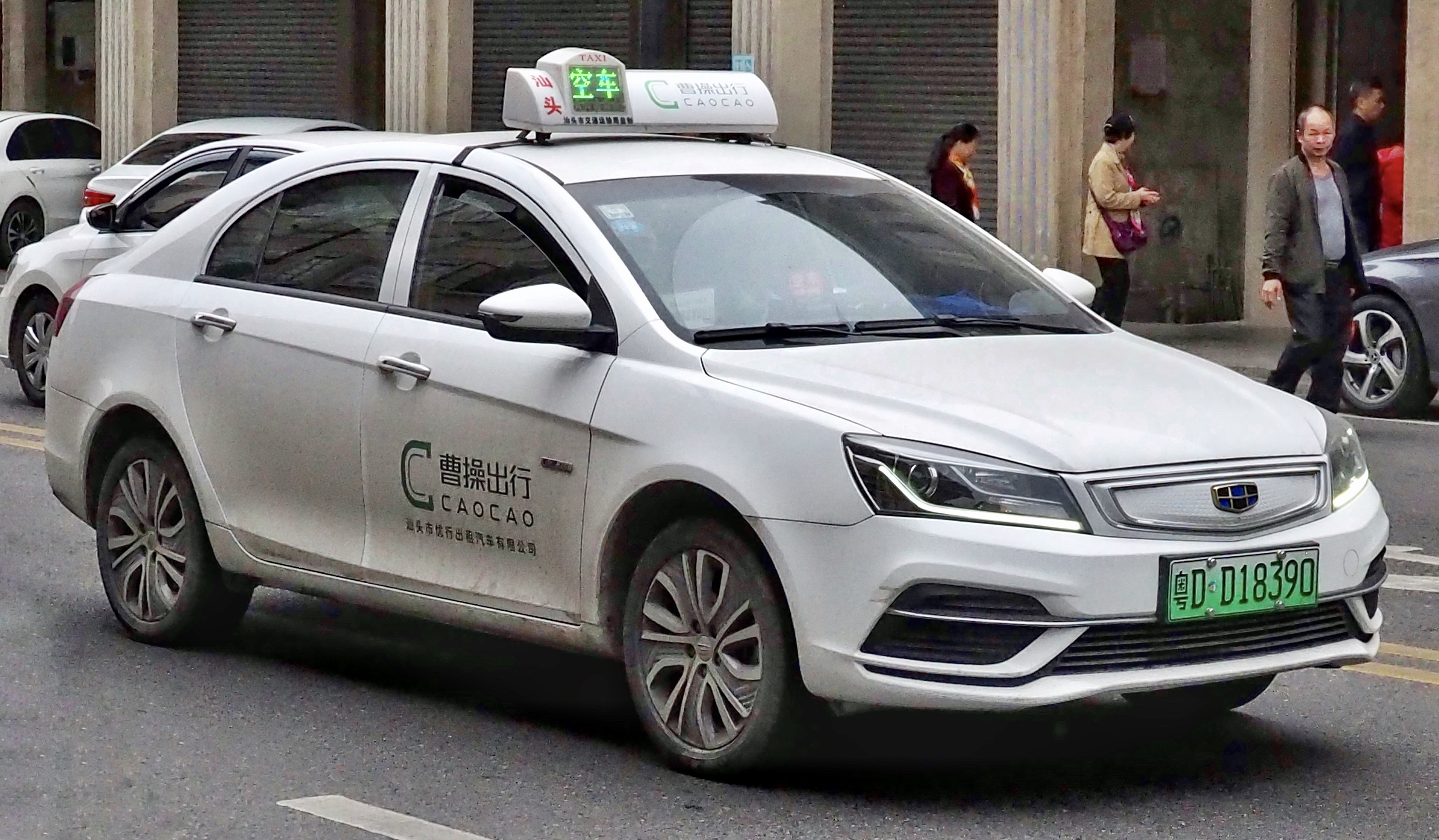
运行于廣東省汕頭市的曹操专车。与其他网约车不同，每辆曹操专车使用白色涂装，并贴有统一标识

曹操出行所用的车辆均由吉利集团统一提供，且以纯电动的帝豪EV为主，也有少量的博瑞、沃尔沃S80L等车型。虽然曹操专车此前表示所用车型为对外开放，未来还会引进日产、丰田、宝马、本田等品牌车型，甚至还会通过招标的形式购置新车，但在运营初期，曹操出行暂时不会引进其他品牌车型。2022年，曹操出行陆续推出两款定制车型，分别是楓葉80V及曹操60，另外还以“禮帽出行”名义推出款無障礙專車LEVC TX5。三款车型均为吉利汽车旗下公司生产，并由吉利授权维修中心提供售后服务:171、174。2025年2月28日，曹操出行推出自動駕駛平台“曹操智行”，在苏州、杭州试点无人驾驶网约车服務，預期於2026年底推出專為自動駕駛设计的L4級車型:167。
曹操出行所用的车辆统一使用白色涂装，并贴有统一的“曹操专车”标识，以便更容易识别。

### 营運城市
截至2019年5月，曹操专车先后在宁波、杭州、青岛、南京、厦门、成都、天津、太原、大连、苏州（市区、昆山市）、广州、营口、西安、长沙、金华（市区、义乌市）、武汉、北京、深圳、哈尔滨、常德、重庆、无锡、佛山、湘潭、上海、兰州、湖州（市区、长兴县）、郑州、温州、福州、合肥、昆明、贵阳、东莞等地运营，同时有进入海外市场（如英国）运营的计划。

## 轶闻
著名游泳运动员、中国国家游泳队队长孙杨在出席2015年10月举行，由吉利汽车主办的“国家游泳队冠军交车暨‘博仕班’公益计划启动仪式”期间与吉利博瑞车主一起，成为曹操专车的临时司机，并将当日驾驶专车的所得收益捐赠给“绿跑道”体育公益项目。

## 争议

### 商标争议
2016年，浙江曹一操网络科技有限公司发现，称该公司所有的“说曹操”商标（第9类）与优行公司所有的“曹操专车”商标雷同，为此曹一操公司将优行公司起诉至杭州市滨江区人民法院，并于2017年2月20日开庭审理了此案。4月19日，杭州市滨江区人民法院一审判决，认为“说曹操”商标与“曹操专车”商标不构成商品来源混淆性近似（不认定侵权），故驳回原告曹一操公司的全部诉讼请求。

### 虚拟刷单事件
2016年11月至2017年3月，曹操专车南京分公司的三名司机以“虚拟刷单”的方式，通过软件获得大量手机号码和手机串号注册曹操专车账号，并获得10元优惠券。之后用户使用拥有优惠券的乘客账号叫车，并用涉事司机账号接单，订单金额在12-13元时结束行程，而后使用优惠券结算（实际支付的车费为2-3元）。而公司仍按照优惠前的订单金额进行分成，骗取工资及奖金数万元，同时司机每日刷单满3单以上即有奖励。2017年7月，三名涉事司机被杭州市滨江公安分局西兴派出所民警带走，后被刑事拘留。

### 专车反向行驶与司机信息不符
2018年8月26日，广州一位昵称为“唐唐”的小姐在越秀区广州动物园附近呼叫了一辆曹操专车，目的地为太古汇。然而专车司机行驶的路线不是常规路线，而是反方向行驶，且有绕路行为。在专车行驶到广汕收费站出广州方向减速时，司机让唐唐下车，此后唐唐发现驾驶专车的司机与注册时的完全不符。事后曹操专车客服表示，涉事司机为“专车司机的朋友，正在走入职流程”。而原车司机已经约谈，同时进行清退处理，并对涉事账号进行封禁。